# Bursa

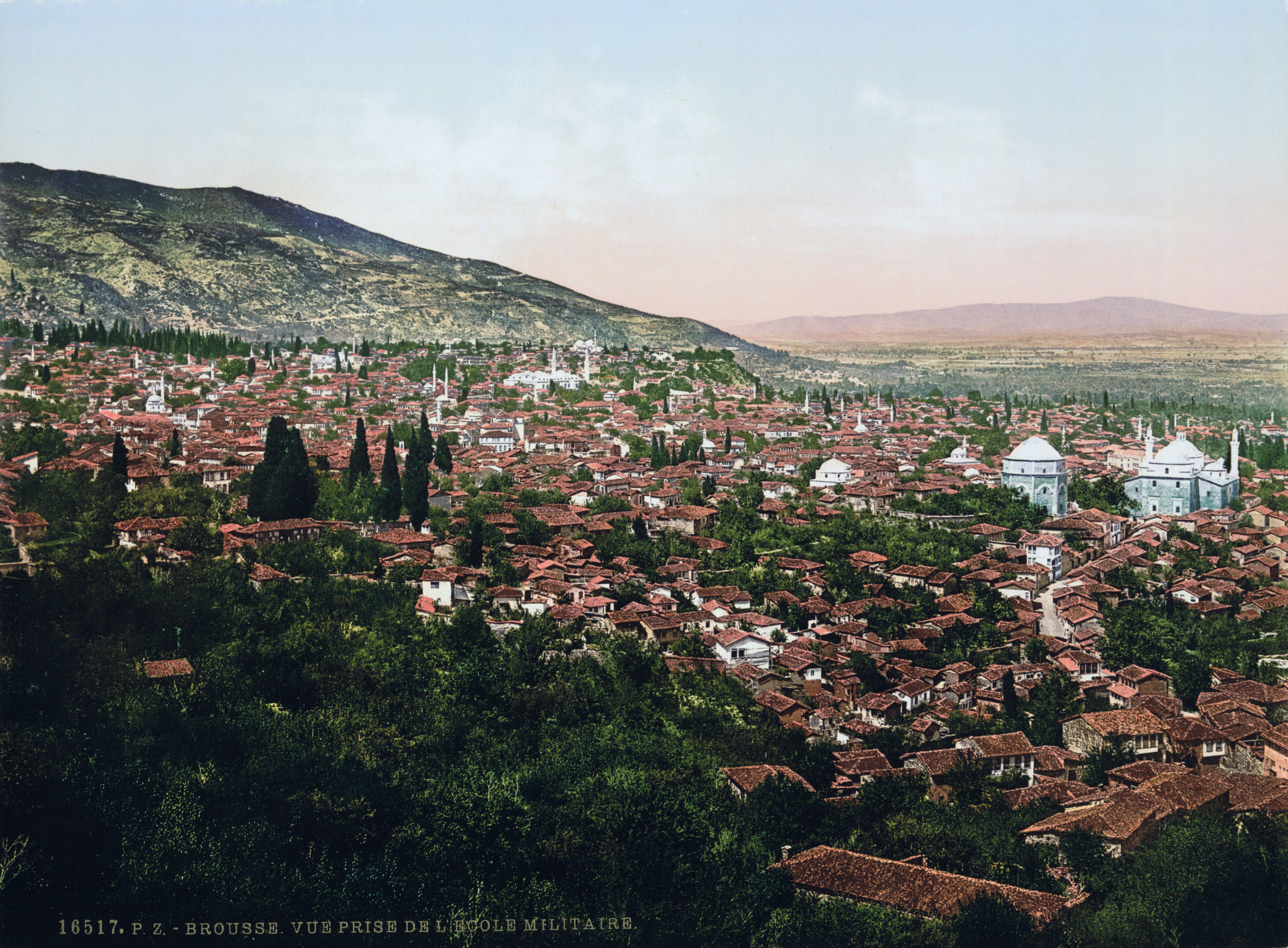
Bursa nel 1890

Bursa (anticamente Prusa), talvolta italianizzata in Brussa o Bursia, è una città della Turchia di 3 056 120 abitanti situata a sud del mar di Marmara e appoggiata alle pendici del Monte Uludağ (l'antico Olimpo della Misia), alto 2 543 metri e sede della più importante stazione per gli sport invernali in Turchia.

## Geografia
Amministrativamente, Bursa costituisce uno dei comuni metropolitani della Turchia, il quarto per grandezza, nonché una delle città più industrializzate e culturalmente attive del paese. Il comune metropolitano è costituito dalle aree urbane dei distretti di Gemlik, Gürsu, Kestel, Mudanya, Nilüfer, Osmangazi e Yıldırım. Il centro cittadino vero e proprio è compreso nel distretto di Osmangazi.
Bursa fu la capitale dello Stato ottomano fra il 1326 e 1365. La città è frequentemente citata come "Yeşil Bursa" (che significa "Verde Bursa") a causa dei numerosi parchi e giardini che permeano il tessuto urbano e delle vaste e variegate foreste che si estendono nella regione circostante. I mausolei dei primi sultani Ottomani si trovano a Bursa e numerosi edifici risalenti al periodo Impero caratterizzano ancora oggi la città.

## Storia
Il primo insediamento in zona di cui si ha notizia fu Cio, che Filippo V di Macedonia concesse al re di Bitinia Prusia I nel 202 a.C. per l'aiuto fornito contro Pergamo ed Heraclea Pontica (la moderna Karadeniz Ereğli). Prusia ribattezzò la città col proprio nome: Prusa; la sua urbanistica venne curata nientedimeno che dall'estrema fantasia di Annibale Barca, il famoso generale che, esiliato, provò ad usare la propria immaginazione non in battaglia, bensì nella costruzione di un'acropoli. Prusa divenne una delle più grandi città della Misia e mantenne la sua importanza anche durante i periodi ellenistico, romano e bizantino.
La città antica aveva importanti impianti termali fatti realizzare da Giustiniano I unitamente ad un palazzo per la moglie Teodora. Le terme sfruttavano le acque dell'Uludag, ricche di minerali e famose per i loro poteri curativi.
La sua collocazione lungo la famosa Via della seta ha permesso a Prusa di essere come uno dei più grandi centri del commercio della seta per tutto il periodo medievale.
Bursa fu strappata dal controllo bizantino nel 1326 e divenne la prima capitale dell'Impero ottomano. Il nuovo status provocò una notevole crescita urbana della città per tutto il XIV secolo.
L'impero conquistò Edirne (Adrianopoli) nel 1365 e la elesse a città capitale per l'amministrazione dei propri territori europei, ma nondimeno Bursa rimase il più importante centro amministrativo e commerciale in Anatolia, anche dopo aver perso il suo status di capitale unica ottomana.
Il sultano Bayezid I costruì a Bursa il Külliyesi Bayezid, un importante centro teologico, tra il 1390 ed il 1395 e la Ulu Camii (Grande moschea) tra il 1396 ed il 1400.
Fu saccheggiata da Tamerlano nel 1402 
Durante il periodo ottomano Bursa ha continuato ad essere la maggior fornitrice di prodotti in seta nell'Impero. A parte la produzione locale, la città lavorava seta grezza importata dall'Iran e, occasionalmente, dalla Cina, ed era il principale centro di produzione di caffettani, cuscini, ricami ed altri prodotti di seta per i palazzi ottomani fino al XVII secolo. 
Un'altra produzione artigianale tradizionale della città è quella dei coltelli, tradizione che continua tutt'oggi.
Durante il periodo ottomano Bursa fu il maggior centro di produzione di carrozze dell'impero ed è divenuta, nella seconda metà del XX secolo, il maggior centro di produzione di veicoli a motore della moderna Turchia.
"Yeşil Bursa" si presenta oggi come una città moderna al centro della quale sopravvive un centro storico con antiche moschee e frequentati mercati, principalmente il bazar coperto (Bursa Kapali Çarşı), il secondo per importanza della Turchia.

## Società
La città ha attratto numerosi rifugiati musulmani della penisola balcanica, tra i quali bosgnacchi, albanesi e pomacchi, arrivati in seguito alle guerre balcaniche. Migliaia di turchi di Bulgaria si stabilirono in città a partire dagli anni 1980, in fuga dal loro paese di origine.

## Monumenti e luoghi d'interesse
- Grande moschea di Bursa

## Clima
| Bursa               | Mesi | Mesi | Mesi | Mesi | Mesi | Mesi | Mesi | Mesi | Mesi | Mesi | Mesi | Mesi | Stagioni | Stagioni | Stagioni | Stagioni | Anno |
| Bursa               | Gen  | Feb  | Mar  | Apr  | Mag  | Giu  | Lug  | Ago  | Set  | Ott  | Nov  | Dic  | Inv      | Pri      | Est      | Aut      | Anno |
| ------------------- | ---- | ---- | ---- | ---- | ---- | ---- | ---- | ---- | ---- | ---- | ---- | ---- | -------- | -------- | -------- | -------- | ---- |
| T. max. media (°C)  | 8,2  | 9,7  | 12,2 | 17,5 | 22,3 | 26,9 | 29,4 | 29,2 | 25,8 | 20,2 | 15,2 | 10,4 | 9,4      | 17,3     | 28,5     | 20,4     | 18,9 |
| T. min. media (°C)  | 0,8  | 1,9  | 2,9  | 6,7  | 10,4 | 13,8 | 15,9 | 15,8 | 12,7 | 9,2  | 5,9  | 3,2  | 2,0      | 6,7      | 15,2     | 9,3      | 8,3  |
| Precipitazioni (mm) | 76   | 65   | 62   | 60   | 52   | 38   | 23   | 21   | 35   | 57   | 71   | 86   | 227      | 174      | 82       | 163      | 646  |

## Economia
Bursa è sin dal 1968 il centro della produzione dell'Industria automobilistica della Turchia, vi si trovano infatti gli stabilimenti della Tofaş FIAT, della Oyak Renault e della Karsan Peugeot, nonché numerose industrie che producono componentistica automobilistica, quali Bosch e Magneti Marelli.
Le industrie tessile e alimentare sono altrettanto forti, con presenze della Coca Cola, Pepsi Cola ed altre marche di bevande, così come le industrie di alimentari freschi ed in scatola.
Bursa è quindi stata un grande centro per la produzione e la lavorazione della seta, e nel ventunesimo secolo è il più importante centro della Turchia per i prodotti tessili, ma la città è conosciuta anche per il suo terreno fertile coltivato ad ulivi e per le sue attività agricole, che negli ultimi decenni del secolo scorso e nei primi dell'attuale si sono viste sottrarre spazi a beneficio dell'espansione industriale e demografica.
La città è un'importante meta turistica sia per europei che per arabi, che la visitano soprattutto nel periodo estivo anche per salire sulla montagna e godere di temperature nel loro paese sconosciute.
Le terme di Bursa sono state usate per scopi terapeutici sin dall'età romana; nel ventunesimo secolo, a parte gli hamam annessi agli hotel o quelli pubblici, l'Università dell'Uludağ ha un centro di terapia termale.

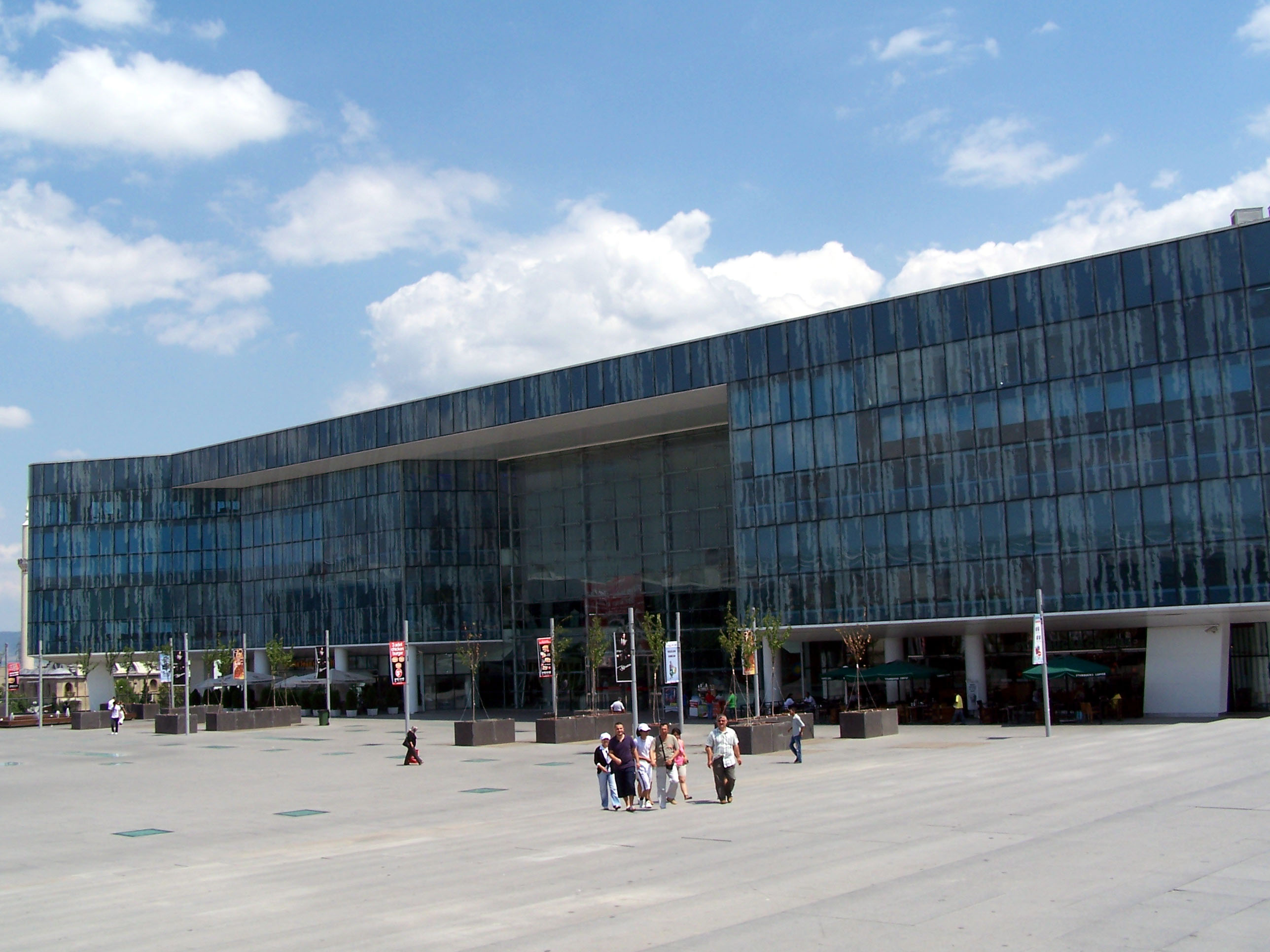
Centro commerciale Kent Meydanı AVM a Bursa

Negli ultimi anni la città si è dotata di una linea di metropolitana chiamata Bursaray e ramificata in due parti alle estremità.

## Cultura
I personaggi del Teatro d'ombre Karagöz e Hacivat, molto popolari a Bursa, sono stati personaggi storici che hanno vissuto e sono stati sepolti nella città.

### Educazione
Fondata nel 1975 come Università di Bursa, l'Università Uludağ assunse la denominazione definitiva nel 1982 e nell'anno accademico 2005-2006 aveva un corpo studenti di 47 000 unità.

### Gastronomia
Dal punto di vista gastronomico, caratteristica produzione locale sono le kestane sekeri (Marron glacé) e soprattutto l'Iskender Kebap (Kebap di Alessandro), speciale kebap servito con salsa di pomodoro, yogurt e burro versato. Inoltre la produzione locale di pesche è di fama internazionale. La regione intorno a Bursa è inoltre il luogo di origine del formaggio Mihaliç.

## Sport
La squadra di calcio cittadina, il Bursaspor, milita nella terza divisione del campionato turco, ha vinto il titolo nazionale per la prima volta nella stagione 2009-2010. La squadra di pallacanestro, il Tofaş S.K., è stata per due volte campione di Turchia.
Nel 2006 Bursa ha ospitato i Campionati del mondo di corsa in montagna.

## Amministrazione

### Gemellaggi
Bursa è gemellata con 20 città nel mondo:
| - Darmstadt, dal 1971 - Sarajevo, dal 1972 - Multan, dal 1975 - Oulu, dal 1978 - Tiffin, dal 1983 - Kairouan, dal 1987 - Denizli, dal 1988 - Anshan, dal 1991 - Bitola, dal 1996 - Ceadîr-Lunga, dal 1997 | - Qyzylorda, dal 1997 - Muaskar, dal 1998 - Kulmbach, dal 1998 - Pleven, dal 1998 - Plovdiv, dal 1998 - Tirana, dal 1998 - Košice, dal 2000 - Vinnycja, dal 2004 - Sofia - Mykolaïv, dal 2010 |

## Galleria d'immagini

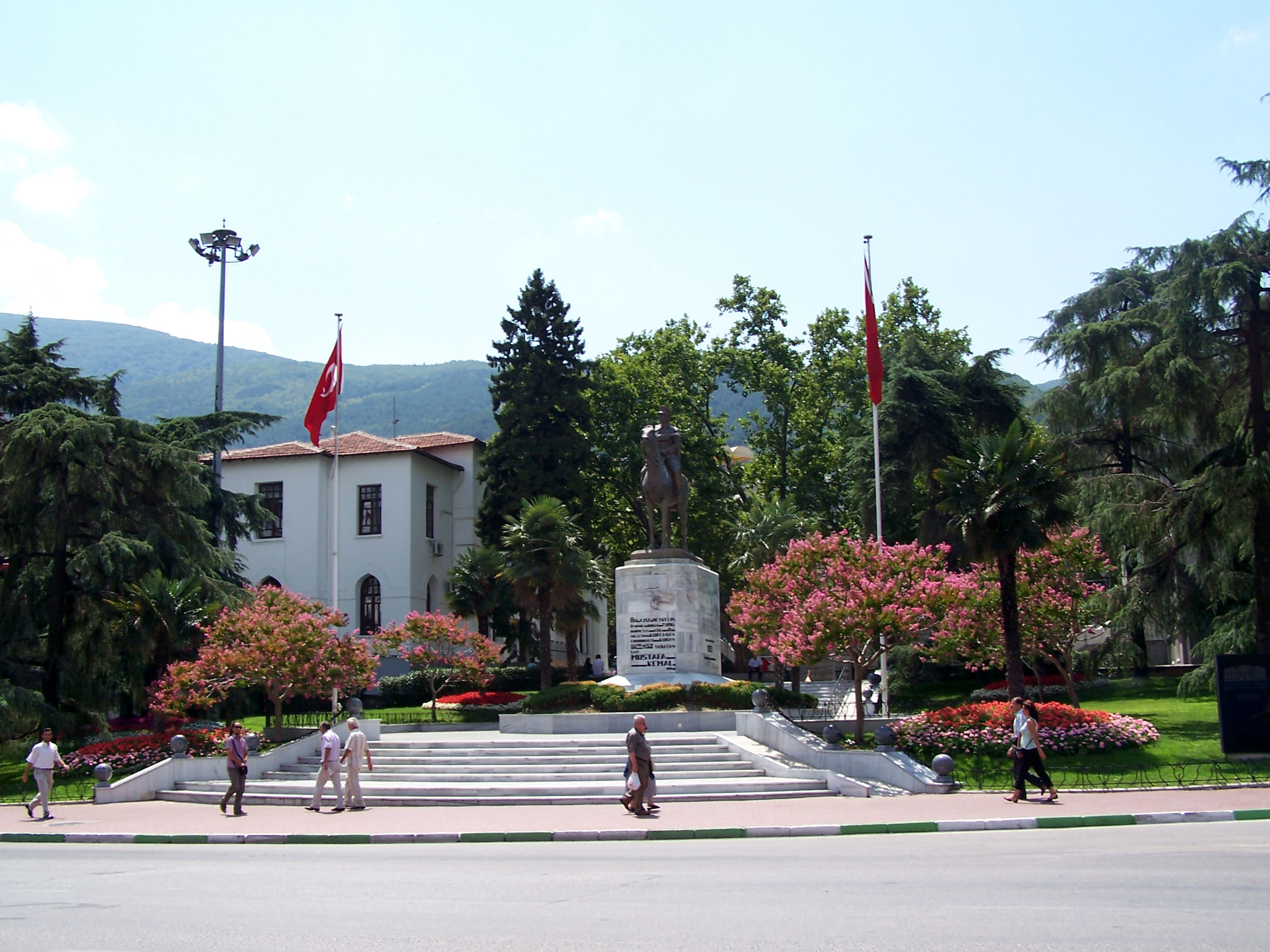
Statua di Atatürk e la sede del Comune di Bursa
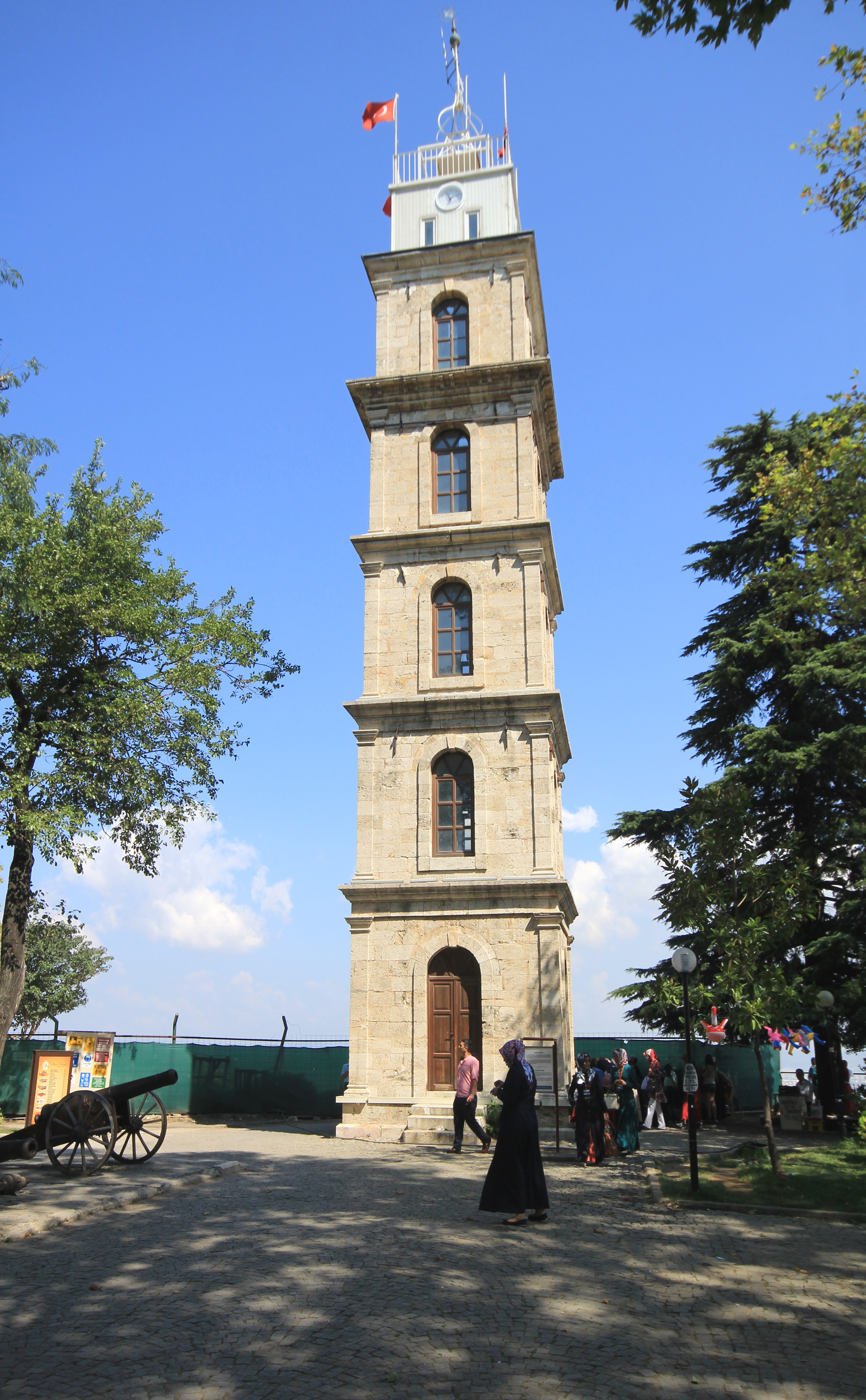
Torre dell'Orologio nel quartiere storico Tophane
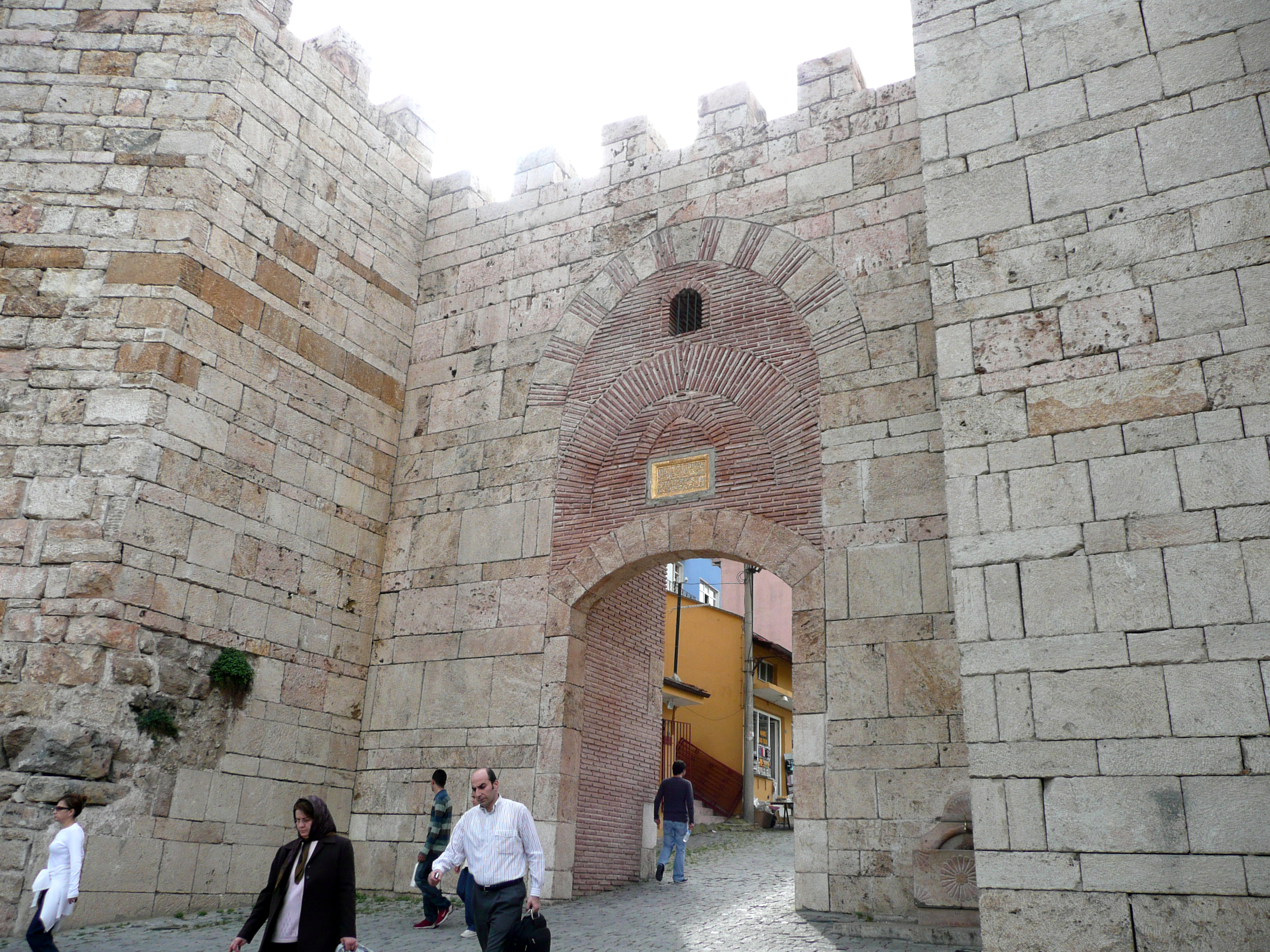
Castello di Bursa
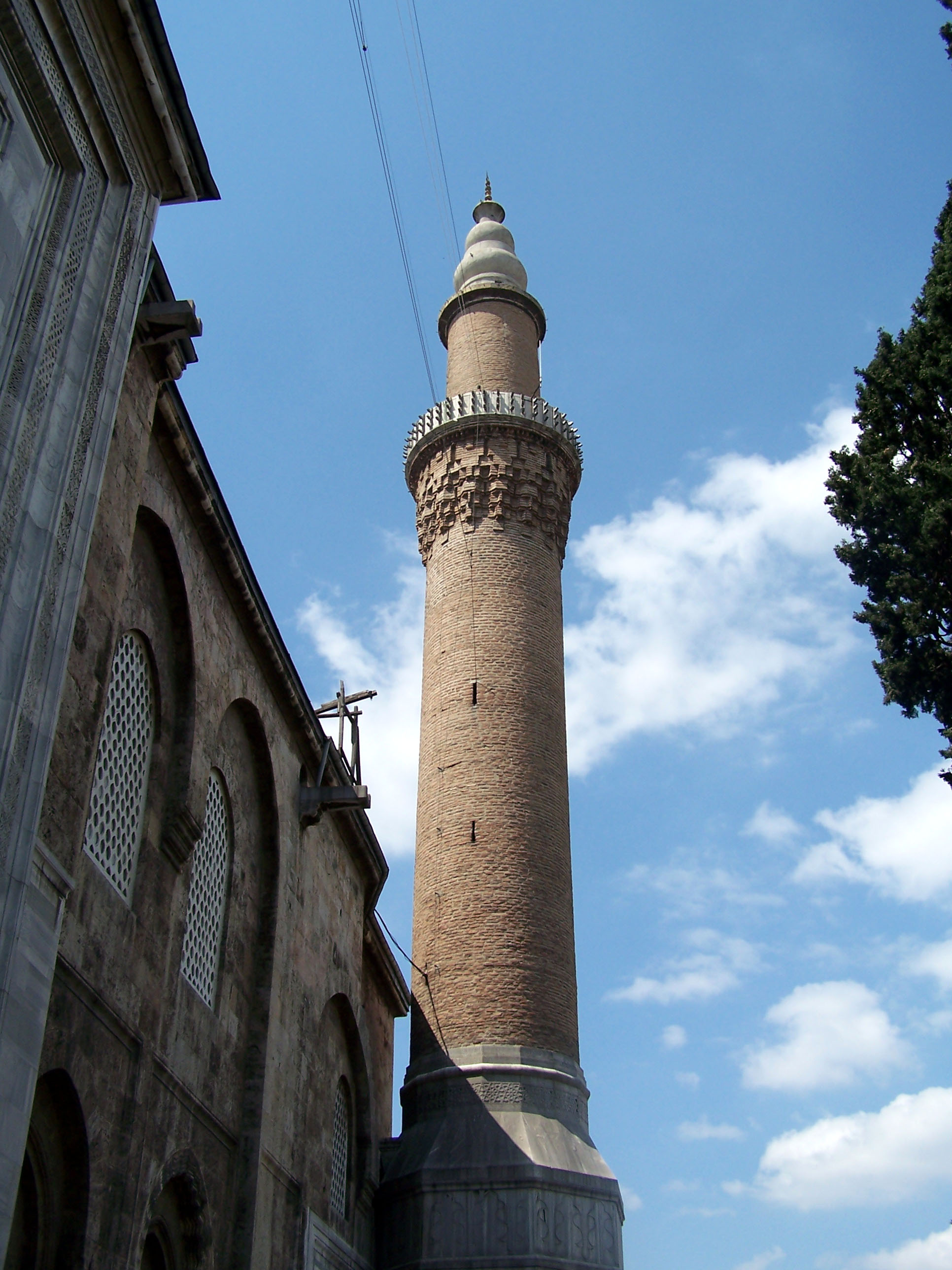
Minareto della Grande moschea di Bursa
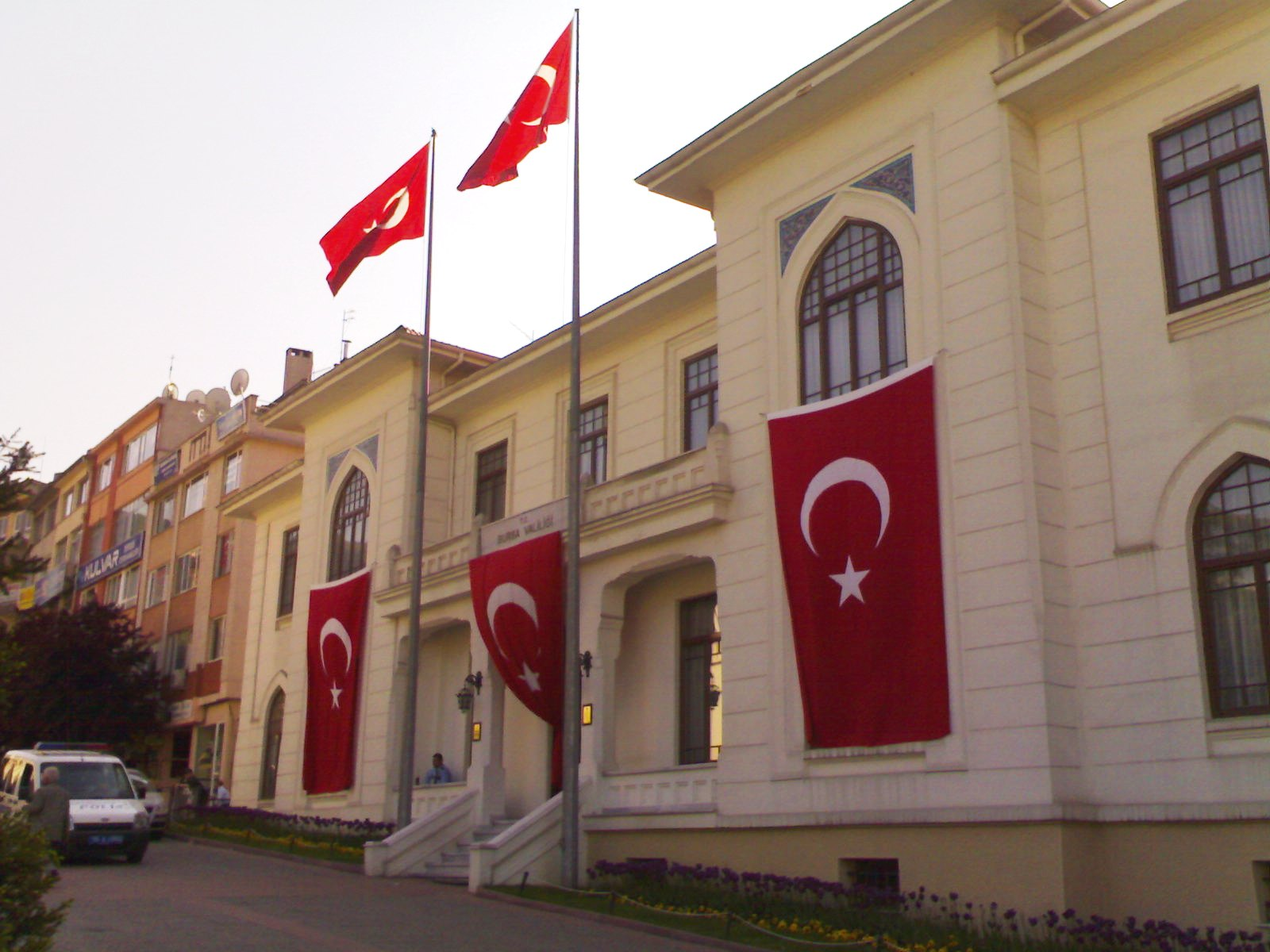
La sede del Governatore della Provincia di Bursa
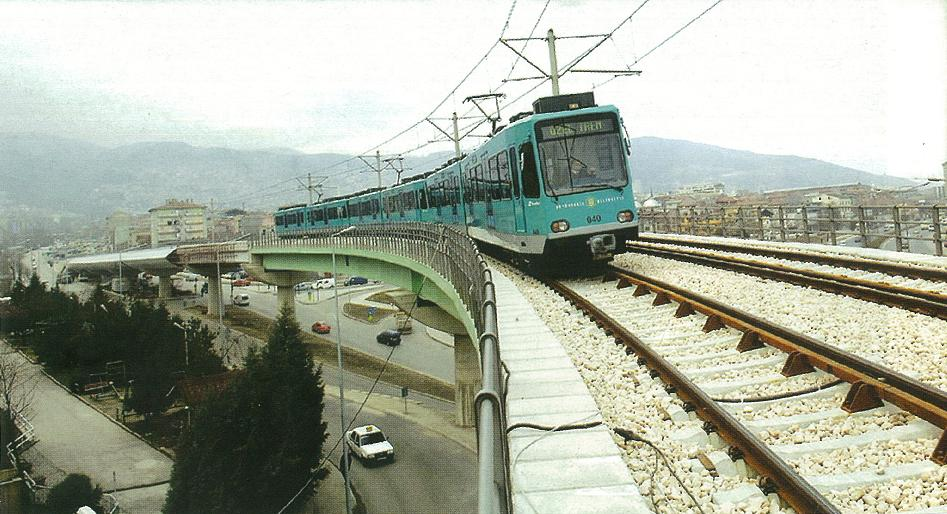
La metropolitana di Bursa si chiama Bursaray
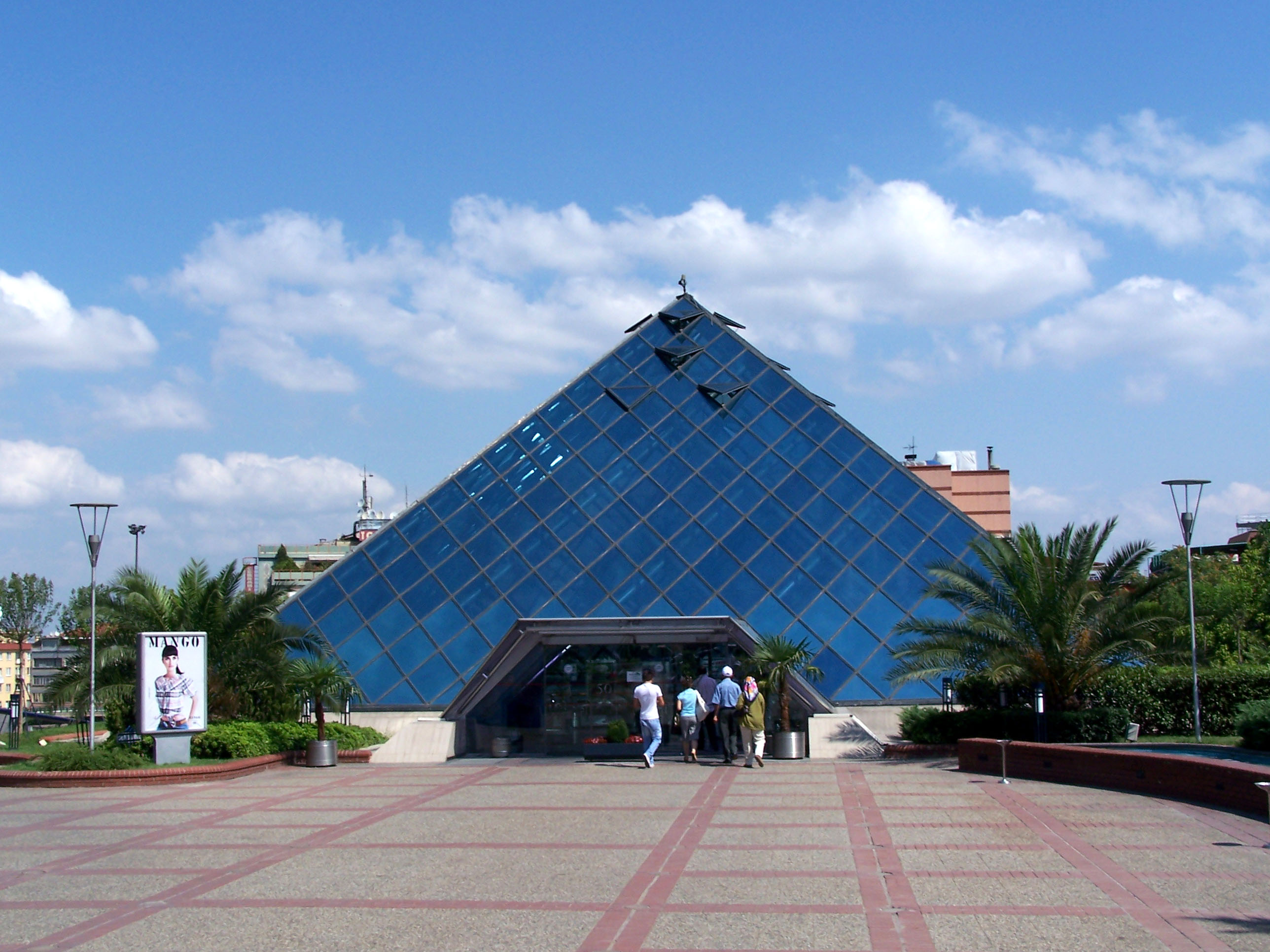
Centro commerciale Zafer Plaza AVM a Bursa
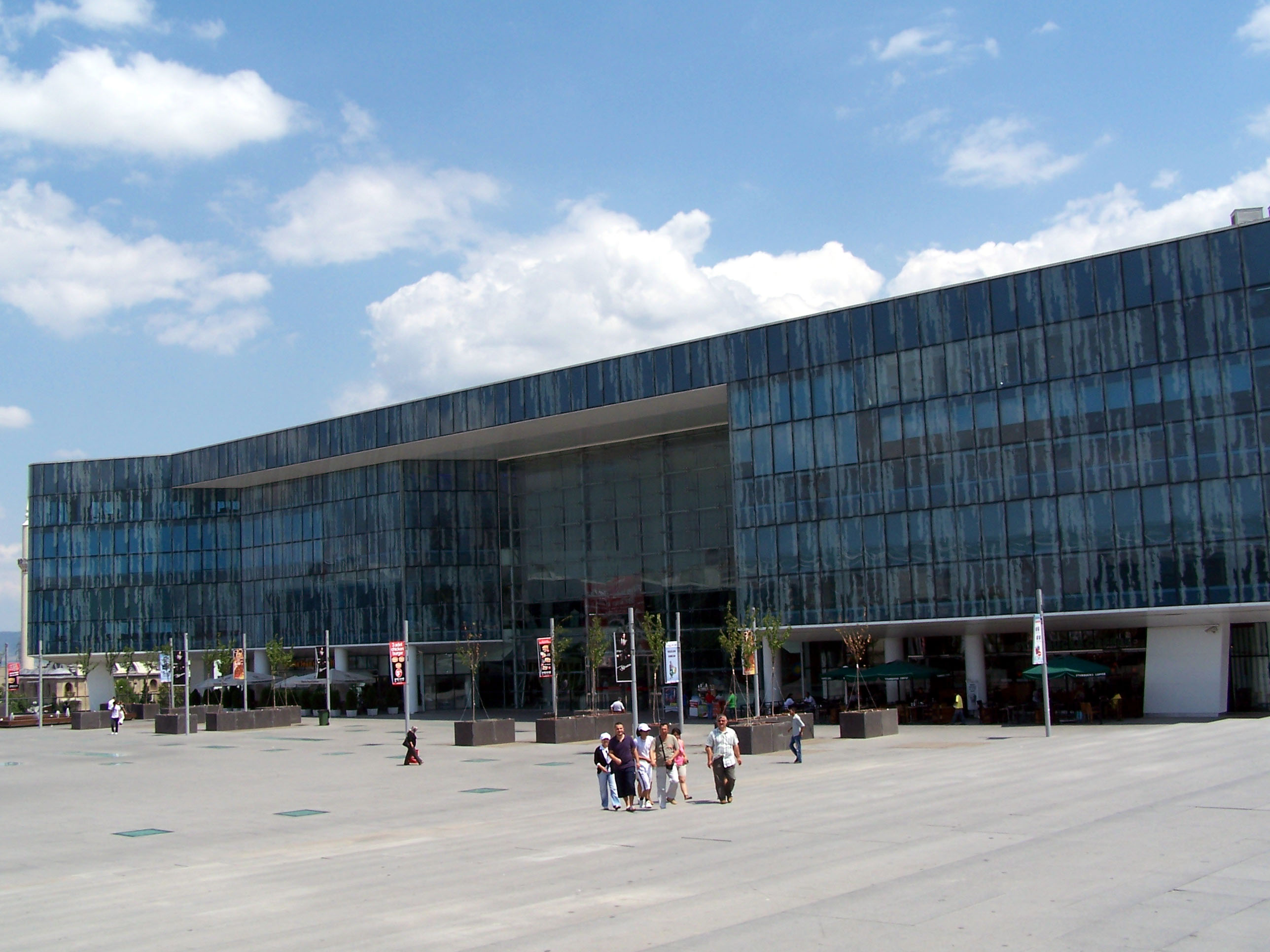
Centro commerciale Kent Meydanı AVM a Bursa
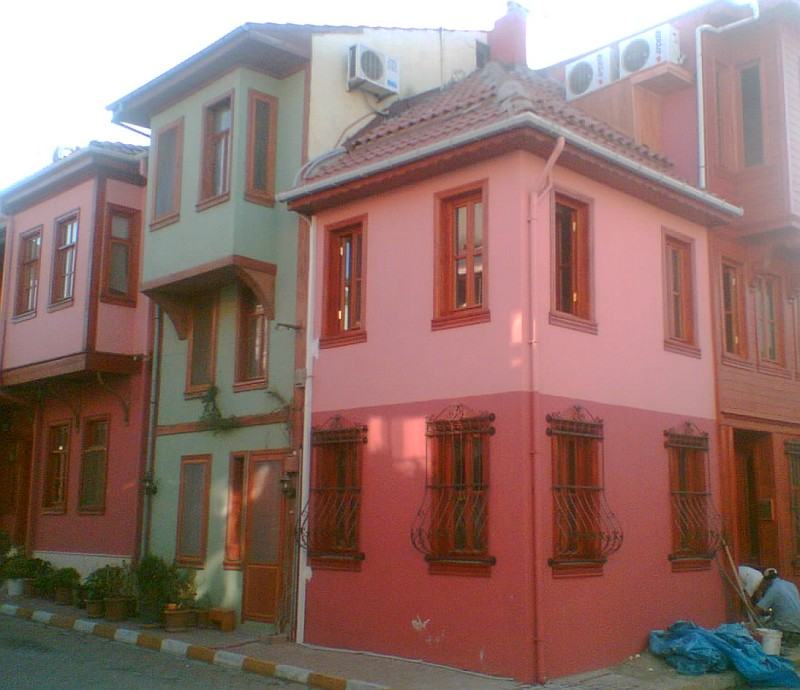
Case di Mudanya nella Provincia di Bursa
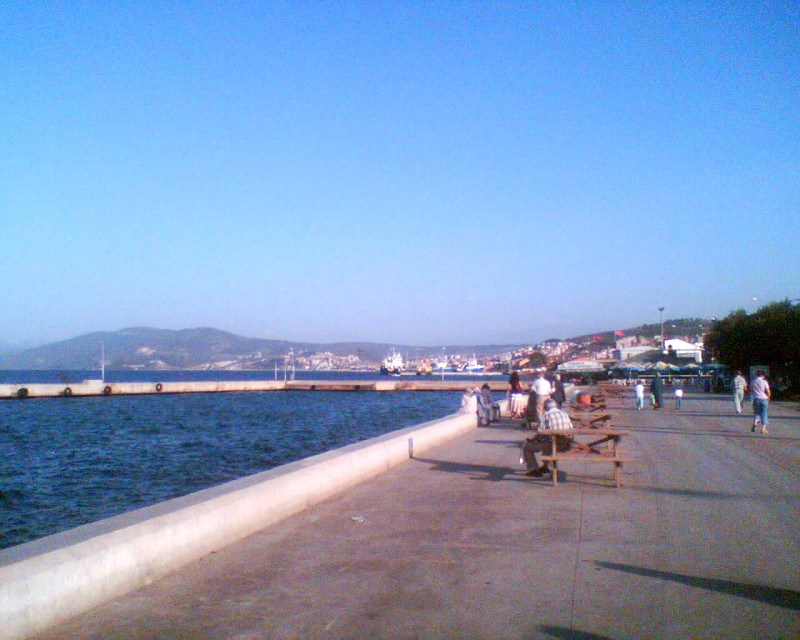
La costa di Mudanya sul Mar di Marmara nella Provincia di Bursa
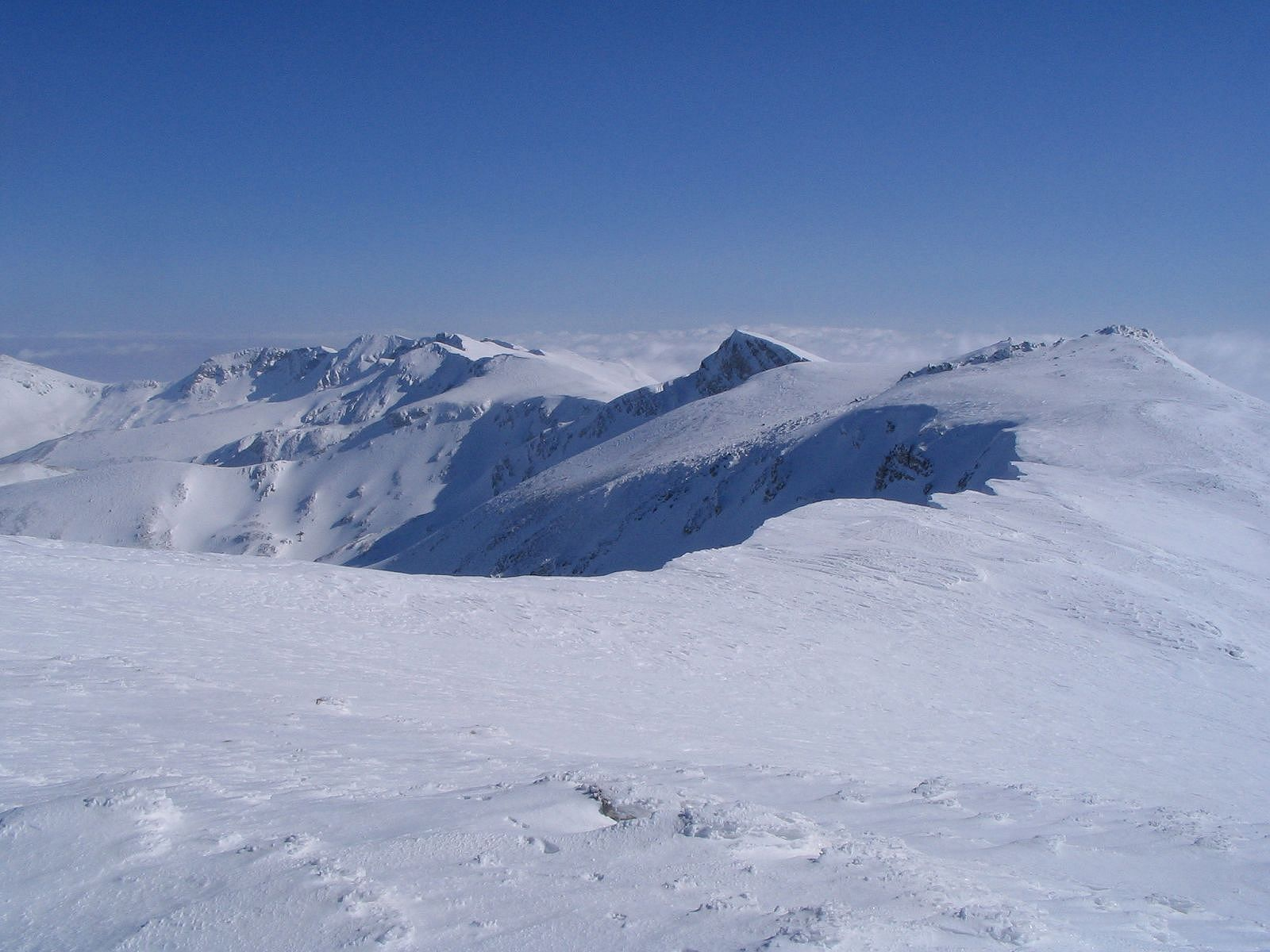
Monte Uludağ vicino a Bursa è una destinazione popolare per gli sport invernali
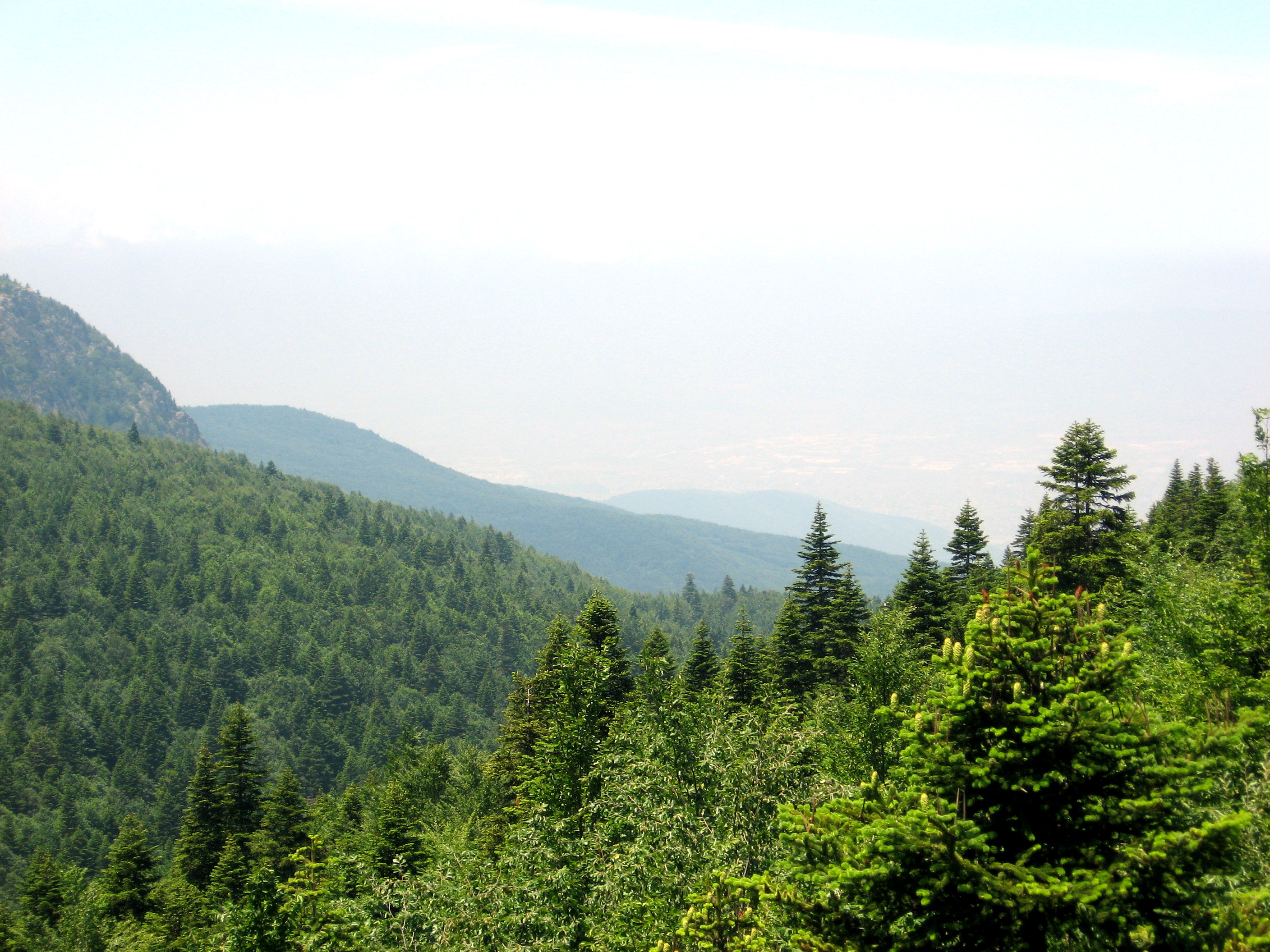
Abies nordmanniana sul Monte Uludağ, l'antico Olimpo della Misia
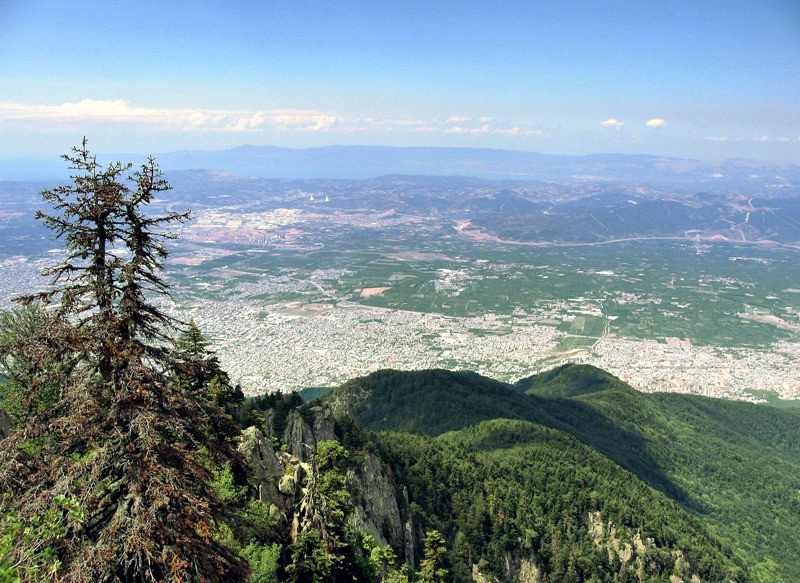
Veduta di Bursa dalle colline del Monte Uludağ, l'antico Olimpo della Misia
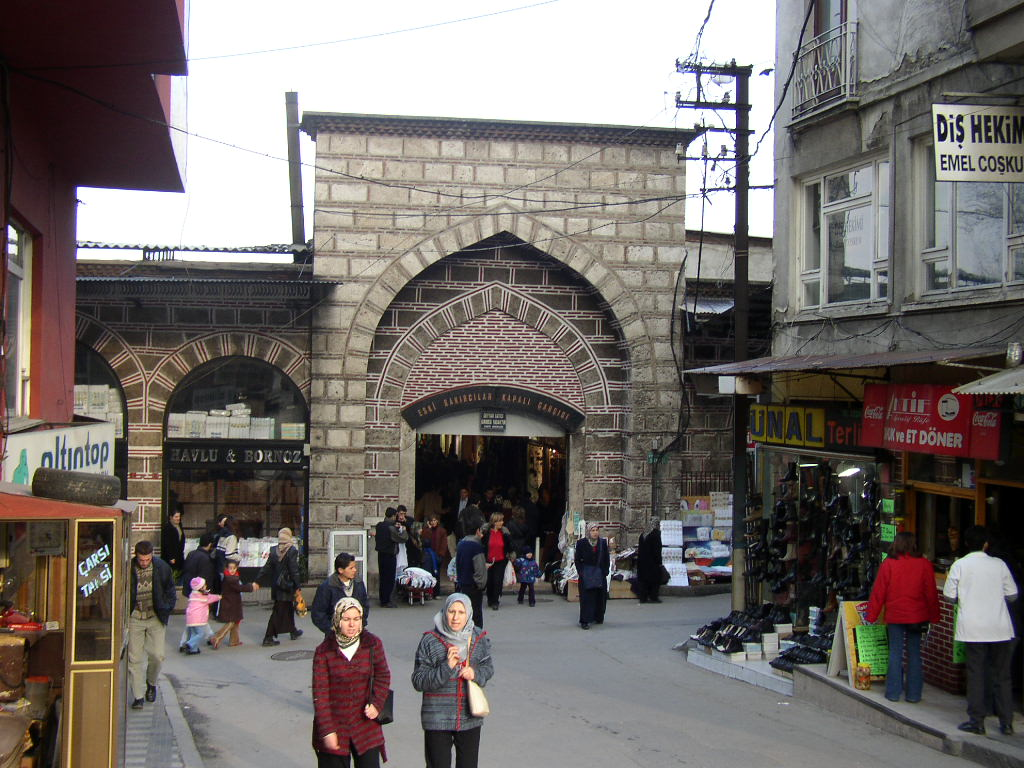
Ingresso al bazar
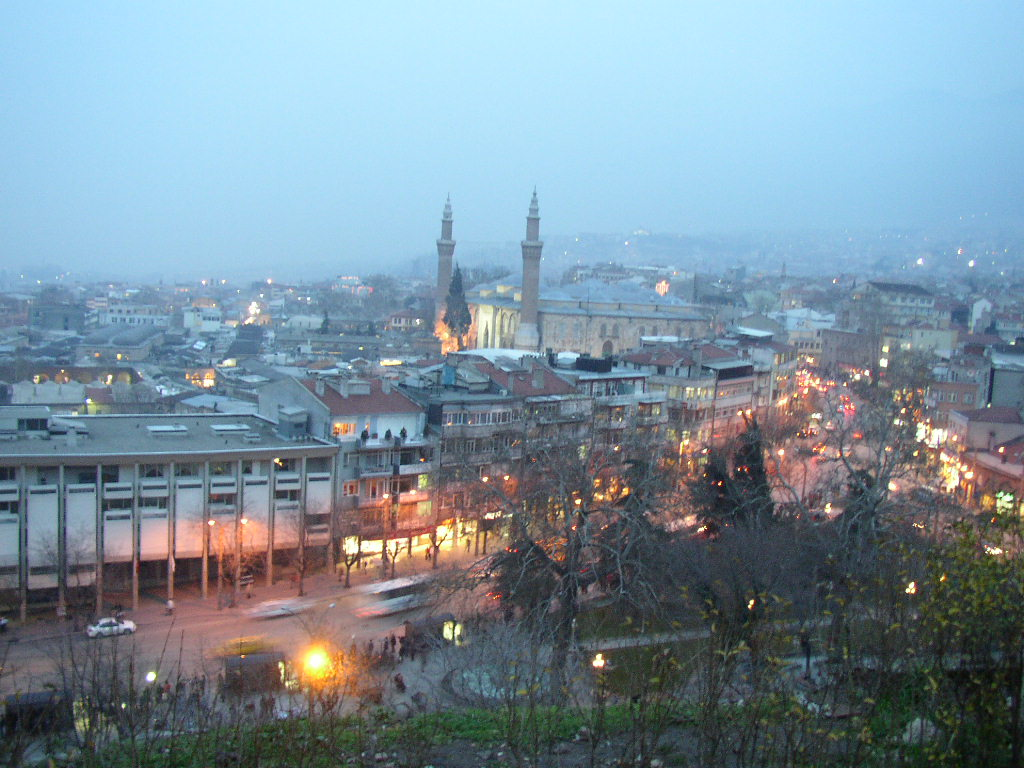
Bursa al tramonto